# Detención de inmigrantes durante la primera presidencia de Donald Trump

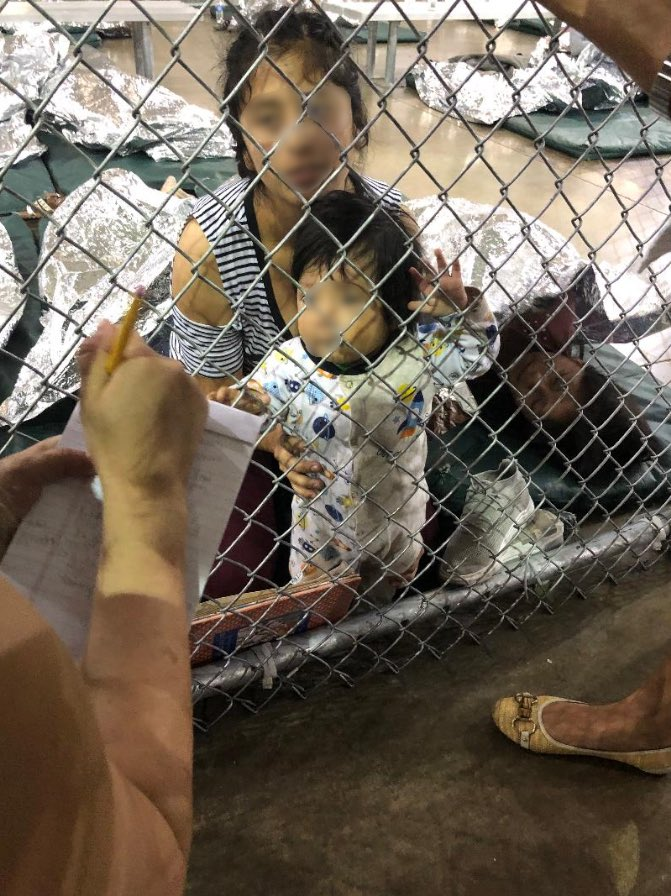
Mujeres y niños detenidos en el centro de detención Ursula en McAllen, Texas, Estados Unidos.

Durante la primera presidencia de Donald Trump, el gobierno de los Estados Unidos detuvo una política de detención de migrantes que intentaban ingresar al país en la frontera con México. Según informes de la Oficina del Inspector General del Departamento de Seguridad Nacional, entre mayo y julio de 2019 el gobierno detuvo a migrantes en condiciones que no cumplen con las normas federales, incluyendo detención prolongada, hacinamiento, higiene deficiente e incumplimiento de normas alimentarias. También hubo casos de ciudadanos estadounidenses detenidos injustamente. 
El gobierno de Trump ha adoptado un enfoque más severo que los gobiernos anteriores con respecto a la detención de migrantes ya que, a diferencia de las administraciones de George W. Bush y Obama, no permite exenciones a la detención.

## Antecedentes

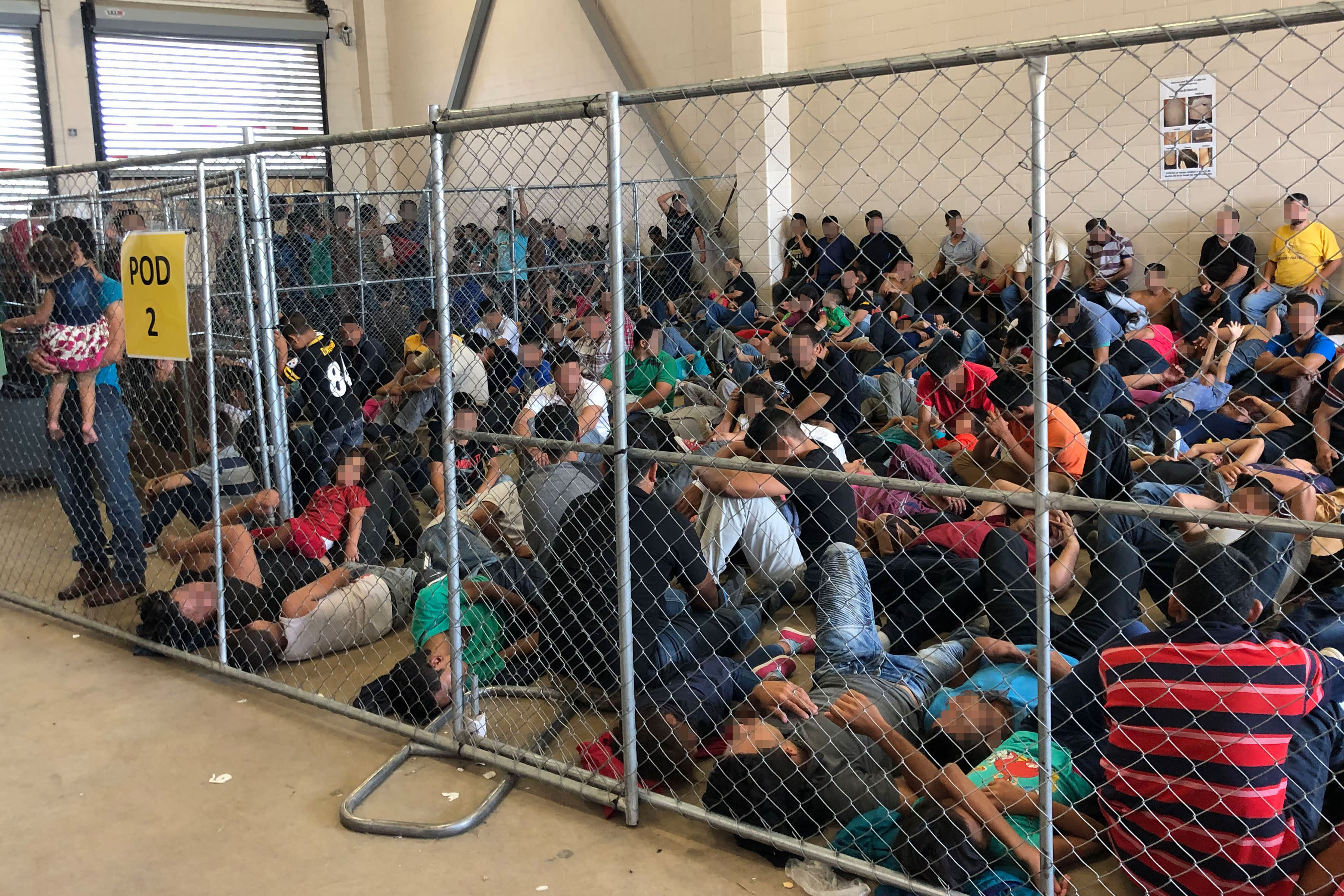
Inspectores del gobierno federal observaron condiciones de hacinamiento para los detenidos migrantes en McAllen, Texas

Según las estadísticas de la Oficina de Aduanas y Protección Fronteriza de los Estados Unidos (CBP), en el 2017 el número de migrantes detenidos en la frontera entre Estados Unidos y México fue de alrededor de 300,000 - la cifra más baja desde 1971. En el 2018, los detenidos fueron alrededor de 400,000. Entre el 2000 y el 2008, el número de detenidos siempre fue superior a 600,000. En este periodo el 2000 fue el año con más detenciones, con más de 1.6 millones de migrantes detenidos. Entre el 2009 y el 2018, el número siempre fue inferior a 600,000.
Algunas de las razones por las que los migrantes buscan ingresar a los Estados Unidos incluyen escapar de la violencia, salir de la pobreza y evitar los efectos del cambio climático en sus países de origen.
La responsabilidad de detener migrantes a largo plazo recae sobre el Servicio de Inmigración y Control de Aduanas de Estados Unidos, no el CBP. La entrada incorrecta a los Estados Unidos puede resultar en una sentencia de prisión federal de hasta 180 días. Los delincuentes reincidentes pueden ser encarcelados por un máximo de dos años, pero se pueden agregar años adicionales si dicho migrante tiene condenas penales previas. Durante el gobierno de Trump, las leyes de inmigración de los Estados Unidos le dieron a la rama ejecutiva un margen de maniobra significativo para decidir qué inmigrantes pueden ser detenidos o liberados en espera de sus audiencias.
Estados Unidos ha sido descripta como una "nación de inmigrantes", pero históricamente fue ambivalente hacia la inmigración. Por ejemplo, desde 1790 hasta 1952, la ley restringía la naturalización a los inmigrantes de origen europeo. Alrededor de la década de 1910 (durante la Primera Guerra Mundial ), Ellis Island, hasta ese entonces un conducto de inmigración para migrantes que llegaban por barco, se convirtió en un centro de detención y deportación.
Hasta fines de la década de 1920 casi no hubo restricciones a la inmigración proveniente de México en los Estados Unidos. A pesar de los sentimientos nativistas y xenófobos que existían desde 1880 llevaron a algunos a considerar que los mexicanos eran de una raza inferior, la necesidad de mano de obra sirvió para superar a estos prejuicios temporalmente. En 1929, Estados Unidos aprobó la Sección 1325 del Título 8 del Código de Estados Unidos, mediante la cual cruzar la frontera entre Estados Unidos y México sin autorización se convirtió en un delito federal. Además, el colapso de la bolsa de valores de 1929 y el aumento del desempleo durante la década del 30 causaron "campañas de repatriación" por parte de funcionarios locales y federales, campañas activas y redadas por parte de estadounidenses que resultaron en la deportación de cientos de miles de inmigrantes mexicanos, incluso si muchos eran para ese entonces ciudadanos estadounidenses y tenían hijos nacidos en el país o habían ingresado legalmente a los Estados Unidos. El Programa Bracero, que duró de 1944 a 1964, permitió que ciudadanos mexicanos entraran legalmente como trabajadores, pero resultó en un aumento de la inmigración ilegal. Como resultado, en 1954 se estableció la Operación Wetback para deportar a millones de inmigrantes ilegales que vienen de México, con continuas campañas de deportación en los años venideros. A partir de la Ley de Inmigración y Nacionalidad de 1965 se estableció una cuota para la inmigración a los Estados Unidos desde América Latina, lo que resultó en un aumento de la inmigración ilegal desde México. La expansión de los sectores agrícola y de servicios en los Estados Unidos estimuló aún más la inmigración ilegal desde América Latina en los años ochenta y noventa.  
El gobierno de Trump ha intentado transformar la manera en la que la sociedad americana ve a la inmigración, haciendo que los inmigrantes pasaran de ser un beneficio para la sociedad estadounidense, fueran legales o ilegales, a representar una amenaza para la economía, la seguridad nacional y la identidad de los Estados Unidos.
En enero de 2017, Trump declaró había 11 millones de inmigrantes en los Estados Unidos que podían ser objeto de detenciones y deportaciones, incluidos inmigrantes legales que anteriormente habían cometido un delito por el que no habían sido arrestados.
En enero de 2019, Trump reiteró 8 veces en 12 días que existían traficantes de personas que transportan mujeres a través de la frontera entre México y Estados Unidos, metiéndolas en vehículos y atándoles la boca. Insistió en que este era un escenario común, pero los expertos atestiguaron que no tenían conocimiento de que fuera una ocurrencia frecuente. Tampoco hubo noticias de incidentes de ese tipo. A partir de estos reclamos, los líderes de la Patrulla Fronteriza pidieron a sus agentes que brinden "cualquier información" relacionada con los reclamos de Trump.
Ese mismo mes Sarah Sanders, secretaria de prensa de la Casa Blanca, declaró falsamente que CBP había detenido a casi 4.000 terroristas o sospechosos de terrorismo "que cruzaron nuestra frontera sur". En el 2017 habían sido detenidos 3.755 terroristas o sospechosos de terrorismo. Sin embargo, esta cifra incluye a quienes ingresaron a través de aeropuertos y puertos marítimos (la mayoría de los inmigrantes fueron detenidos en aeropuertos). NBC News informó que, entre octubre de 2017 y marzo de 2018, la administración Trump solo detuvo a 41 terroristas conocidos o sospechosos en la frontera sur, de los cuales 35 eran ciudadanos estadounidenses o residentes legales permanentes. En 2017, el Departamento de Estado informó que "no hay evidencia creíble de que grupos terroristas hayan enviado agentes a través de México a los Estados Unidos". Al ser interrogado sobre las afirmaciones falsas de Sanders, el vicepresidente Mike Pence declaró que "3.000 personas de interes especial, personas con antecedentes sospechosos que podrían sugerir conexiones terroristas, fueron detenidas en nuestra frontera sur." Kirstjen Nielsen, secretaria de Seguridad Nacional, hizo un reclamo similar. Sin embargo, un extranjero de interés especial se refiere a personas que provienen de un país que ha producido terroristas; los extranjeros de interés especial no necesariamente son sospechosos de terrorismo ellos mismos.
En febrero de 2019, Trump declaró una emergencia nacional en la frontera sur de los Estados Unidos debido a la afluencia de migrantes que, alegó, podían cometer actividades criminales en los Estados Unidos. Maria Sacchetti del Washington Post respondió que, ese mes, más del 60% de los inmigrantes detenidos por el Servicio de Inmigración y Control de Aduanas de los Estados Unidos no tenían antecedentes penales.
En junio de 2019, el Senado de los Estados Unidos aprobó un proyecto de ley bipartidista que proporcionaba fondos de alrededor de $ 4,6 mil millones de dólares para mejorar las condiciones de vida en los centros de dentención, incluidos $ 1,1 mil millones para la Aduana y Protección Fronteriza de los Estados Unidos que estaban destinados a mejorar las instalaciones y la atención a los migrantes y alrededor de $ 2,9 mil millones destinados a que el Departamento de Salud y Servicios humanos mejorara las condiciones de los menores migrantes. Este proyecto fue aprobado con 84 votos a favor y 8 en contra. En el mismo mes, la Cámara de Representantes aprobó 305-102 la versión del proyecto de ley aprobada por el Senado, a pesar de las objeciones de los demócratas que deseaban mayor protección para los niños migrantes y más medios de garantizar la rendición de cuentas por los fondos.

### Comparación con administraciones anteriores
El gobierno de los Estados Unidos empezó a detener migrantes centroamericanos en la década de 1970, bajo la presidencia de Jimmy Carter. A partir de la década de 1980, bajo la presidencia de Ronald Reagan, se detuvo a barcos que traían migrantes desde el Caribe. Desde la década de 2000, los juicios a los inmigrantes que cruzaron ilegalmente la frontera se convirtieron en una prioridad de los gobiernos de George W. Bush y Barack Obama. Sin embargo, el gobierno de Trump ha adoptado un enfoque más severo que los gobiernos anteriores con respecto a la detención de migrantes ya que, a diferencia de las administraciones de George W. Bush y Obama, no permite exenciones a la detención.
De acuerdo con el profesor Kevin Johnson, que escribió para la Santa Clara Law Review en el 2017, los defensores de las políticas de inmigración de la administración Trump afirman que estas políticas fueron una continuación de las políticas del gobierno de Barack Obama. Pero Johnson refutó esta idea, asegurando que las políticas de Trump "difieren en aspectos importantes" de las del gobierno de Obama. Las políticas de inmigración bajo el gobierno de Obama se caracterizaron por "una mezcla de aplicación estricta de la ley y un cierto grado de generosidad." El gobierno de Trump , en cambio, ha extendido "significativamente" el programa de aplicación "fríamente eficiente" del gobierno de Obama, "al tiempo que reduce, y quizás elimina, el tratamiento más generoso de los inmigrantes sujetos a una posible expulsión de los Estados Unidos". En mayo de 2019, el profesor Johnson y la profesora Rose Cuison-Villazor escribieron para Wake Forest Law Review que las políticas de inmigración bajo el gobierno de Trump son "más duras" que las políticas inmigratorias bajo "cualquier presidente moderno." A pesar de que los gobiernos de Reagan y Obama detuvieron migrantes, solo durante el gobierno de Trump la detención fue obligatoria. De acuerdo con Johnson y Cuison-Villaflor, "ningún gobierno anterior recurrió a la separación de familias como un dispositivo para disuadir la migración desde Centroamérica".
En un artículo publicado en Gender, Place & Culture de 2018, Rebecca Torres describió al gobierno de Trump como "la administración más anti-refugiadados y anti-inmigrantes en la historia reciente de Estados Unidos", escribiendo que hubo un aumento en las detenciones de inmigrantes y acciones contra refugiados e inmigrantes "sin precedentes". En este sentido siguió los pasos del gobierno de Obama, durante el cual hubo un número récord de deportaciones y políticas destinadas a disuadir a los latinoamericanos que buscaban mudarse a los Estados Unidos.
Robert Farley, Eugene Kiely y Lori Robertson, de Factcheck.org, respondieron al reclamo del presidente Trump en abril de 2018 sobre "leyes liberales (demócratas) ridículas como Catch & Release" diciendo esta afirmación "distorsiona los hechos". No existían leyes instituidas para ordenar dicha práctica (que permite liberar a algunos migrantes en espera de sus audiencias de inmigración, en lugar de detenerlos). Sin embargo, sí había sido una política común bajo las administraciones anteriores debido a las exenciones a la detención que eran otorgadas a ciertos menores, familias y solicitantes de asilo. En 1997, bajo el gobierno de Clinton, el Acuerdo de Conciliación de Flores estableció que un menor migrante no acompañado solo puede ser detenidos por un máximo de 20 días antes de ser liberado. En el 2015, durante el gobierno de Obama, un juez federal dictaminó que las familias con menores debían ser liberadas lo antes posible. Además, los migrantes que solicitan asilo también pueden ser liberados bajo "libertad condicional humanitaria". Sin embargo, a pesar de estas exenciones, en el 2006 el gobierno de George W. Bush instituyó la política de que todos los demás inmigrantes ilegales que crucen la frontera deben ser detenidos hasta la deportación, que continuó bajo la administración de Obama.
Según D'Angelo Gore, de Factcheck.org, es falsa la afirmación de Trump en mayo de 2018 de que la separación de familias se debió a las "malas leyes que los demócratas nos dejaron." De hecho, la propia administración de Trump quién había instituido ese mismo mes la política de tolerancia cero que resultó en separaciones familiares. Las administraciones de George W. Bush y Obama habían mantenido a las familias juntas. Gore señaló que, en 2008, George W. Bush, un presidente republicano, firmó un proyecto de ley bipartidista, la Ley de Reautorización de Protección de Víctimas de Tráfico de William Wilberforce, que ordenó que los menores migrantes no acompañados fueran a parar con familiares estadounidenses o a la Oficina de Reasentamiento de Refugiados. Sin embargo, esta ley no exige la separación de familias ya que no obliga a detener a los padres migrantes cuando se libera a sus hijos.
En junio de 2018 Julie Hirschfeld Davis y Michael D. Shear, de The New York Times, escribieron que durante los dos gobiernos anteriores a Trump no hubo una política de detener a las familias migrantes por separado. En el 2005, el gobierno de George W. Bush había implementado la Operación Streamline en partes de Texas. El objetivo de esta operación fue encarcelar y enjuiciar a todos los inmigrantes ilegales que ingresen al país con la vista puesta en deportaciones rápidas. Sin embargo, también escribieron que el gobierno de Bush "en general" permitía exenciones para los niños, las familias con hijos menores y los enfermos. Durante el gobierno de Obama se repitió la Operación Streamline, pero sin priorizar a los inmigrantes ilegales que entraban al país por primera vez, y detuvo a las familias juntas en detención administrativa, no penal.
En noviembre de 2018 Miriam Valverde determinó para Politifact que Trump había afirmado falsamente que su gobierno "tenía exactamente la misma política que la administración Obama" para las separaciones familiares con enjuiciamientos de adultos. No hubo tal política bajo el gobierno de Obama. El gobierno de Trump, en cambio, tiene una política de tolerancia cero que resulta en separaciones familiares. Aunque efectivamente hubo algunas separaciones familiares bajo el gobierno de Obama, Valvarde escribió que eran "relativamente raras y que no se acercaban a la escala de la administración Trump".
En 2018, Judith Greene, escribió en Social Justice que el gobierno de Trump no cumplía con los "estándares nacionales de detención" establecidos por el gobierno de Clinton en 2000 y mejorados durante el gobierno de Obama.
En marzo de 2019 Jenna Loyd y Alison Mountz, escribieron para el NACLA Report on the Americas que Estados Unidos tiene "el sistema de disuasión, detención y deportación más grande del mundo" y que las políticas de inmigración del gobierno de Trump tienen sus "raíces" en la década de 1970. Durante esa década, el gobierno de Carter detuvo a inmigrantes de Haití en las cárceles, mientras que el gobierno de Reagan "consolidó y expandió" tales métodos aplicándolos a las migraciones en barco que surgen del Caribe (incluida Cuba), una política que se mantuvo incluso en el gobierno de Trump. El gobierno de Clinton retuvo a inmigrantes haitianos que buscaban asilo en tiendas de campaña en la Base Naval de la Bahía de Guantánamo. Durante el gobierno de George H.W. Bush se le otorgó el estatus de protección temporal a los migrantes provenientes de Guatemala y El Salvador. Sin embargo, el gobierno de Trump revocó tales estados para los haitianos y ciudadanos de otros países. Además, el gobierno de Trump ha tomado medidas adicionales al intentar eliminar los procesos para las solicitudes de asilo legales, cambiando los procedimientos de la Oficina Ejecutiva de Revisión de Inmigración.
En junio de 2019 Bea Bischoff, de Slate, escribió que "muchas de las acciones en post del cumplimiento de la ley de inmigración por las que esta siendo criticado el gobierno de Trump fueron implementadas por el gobierno de Obama". Sin embargo, de acuerdo con Bischoff los "cambios de política y enfoque" que llevó a cabo el gobierno de Trump en términos de deportaciones máximas exacerbaron el problema y provocaron un "caos total".
En un artículo de julio de 2019 para Frontiers Leandra H. Hernández y Sarah De Los Santos Upton afirman que los inmigrantes en los Estados Unidos enfrentan "un horizonte cada vez más sombrío de injusticia": los "excesos" del gobierno de George W. Bush fueron seguidos por una aplicación más "agresiva" del protocolo de seguridad fronteriza bajo el gobierno de Obama, que culminó con la detención de niños por parte del gobierno de Trump y el abuso sexual de mujeres y niños migrantes.
De acuerdo con Ricciardelli et al., que escribieron para Critical Social Work en julio de 2019, durante el gobierno de Obama ya habían "aumentado" las detenciones y las deportaciones de migrantes, pero durante el gobierno de Trump estas llegaron a un nivel "considerablemente" más alto.

## Separación de familias

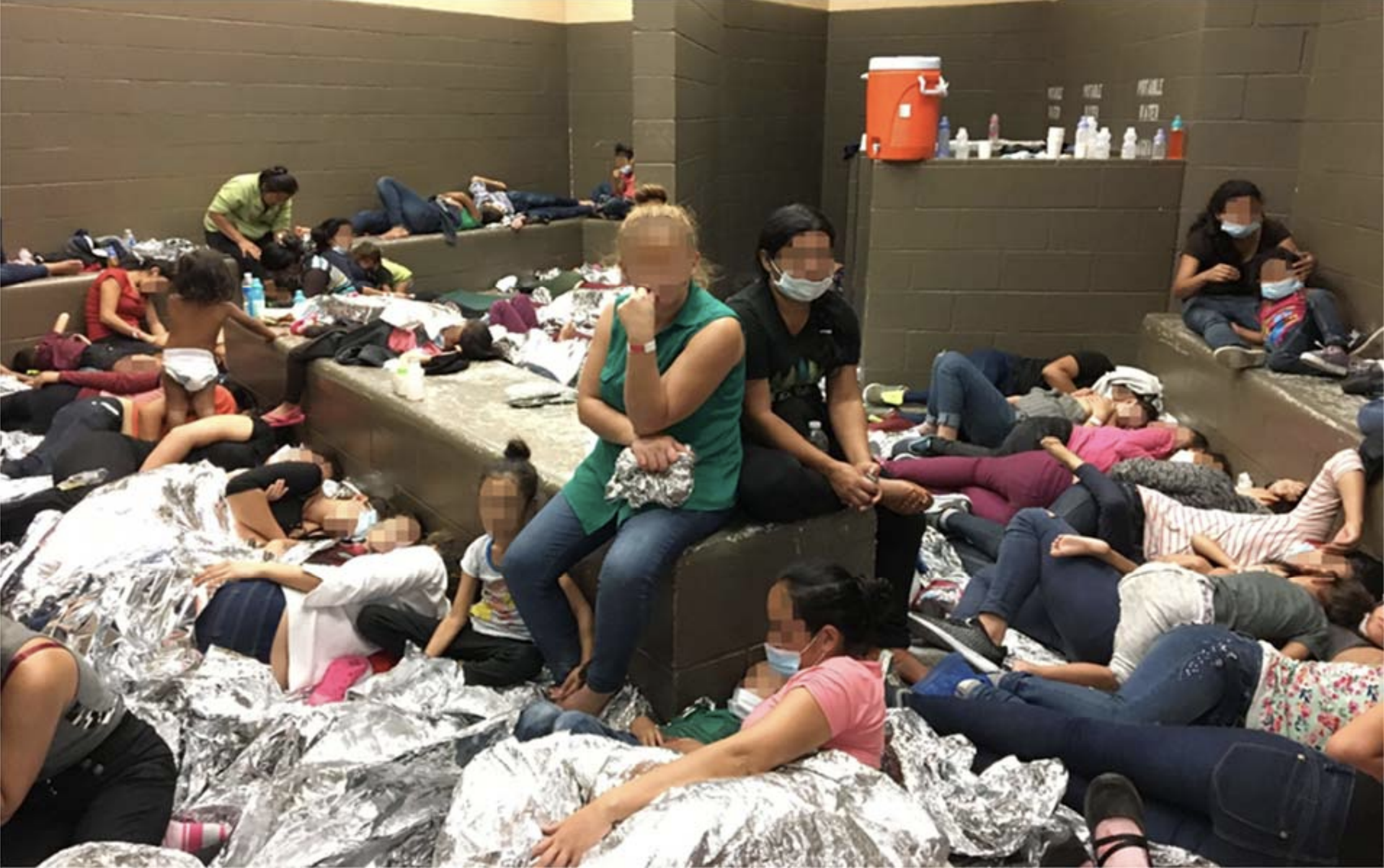
En junio de 2019, inspectores del gobierno federal informaron sobre las condiciones de hacinamiento para las familias migrantes detenidas en Weslaco, Texas.

El gobierno de Trump detuvo a familias migrantes por separado, poniendo a los adultos en detención penal mientras esperaban ser enjuiciados mientras que los menores eran tratados como menores extranjeros no acompañados. El 5 de mayo de 2019, el gobierno de Trump comenzó oficialmente una política de "tolerancia cero" hacia la inmigración ilegal, declarando que detendría y enjuiciaría a todos los inmigrantes ilegales, en contraste con la práctica anterior de liberar a los inmigrantes en el país mientras se procesaban sus casos de inmigración (catch and release). El 20 de junio de 2019 Trump emitió una orden ejecutiva proclamando que las familias migrantes deberían ser detenidas juntas. En ese momento, se suponía que las familias podían ser detenidas por un máximo de 20 días.

## Causas judiciales
En abril de 2018 el Centro de Derechos Humanos y Derecho Constitucional presentó una demanda alegando que los niños migrantes detenidos en el Centro de Tratamiento Shiloh de Texas fueron medicados por la fuerza con varias drogas psicotrópicas.
En julio de 2018, un juez federal del Tribunal de Distrito de los Estados Unidos en California rechazó una solicitud del gobierno de Trump para cambiar el Acuerdo de Flores y extender el tiempo de detención permitido para menores migrantes, que era de 20 días, volviéndolo indefinido.
En junio de 2019 Sarah Fabian, funcionaria del gobierno de Trump, apeló un veredicto de julio de 2017 argumentando que el acuerdo de Flores , que ordena que las condiciones en las que los menores son detenidos sean condiciones "seguras y sanitarias", era "impreciso" y que no era obligatorio que el gobierno proporcionara cepillos de dientes, jabón o ropa de cama adecuada.

## Muertes
Entre diciembre de 2018 y julio de 2019 al menos seis menores migrantes han muerto mientras estaban detenidos por la administración Trump.

## Instalaciones
Cecilia Ayón escribió en Race and Social Problems que la política de separación familiar, a la que siguió una orden ejecutiva de 2018 que obligaba a detener a las familias juntas, "se produjo inmediatamente después de un auge de crecimiento en los centros de detención privados." Durante el 2017, CoreCivic y GEO Group, dos empresas que colectivamente operan más de la mitad de los contratos privados de prisión (incluidos los centros de detención de inmigrantes), tuvieron ingresos por más de $4 mil millones.
En marzo de 2019 David Rubenstein y Pratheepan Gulasekam, demostraron en artículo para Stanford Law Review Online que el gobierno de Trump aumentó dramáticamente la detención de inmigrantes detenidos en prisiones privadas "más allá del nivel ya inflado". La mayoría de los inmigrantes en los Estados Unidos están detenidos en instalaciones privadas y la detención privada es una industria que vale miles de millones de dólares.

## Condiciones en los centros de detención

### Informes del gobierno

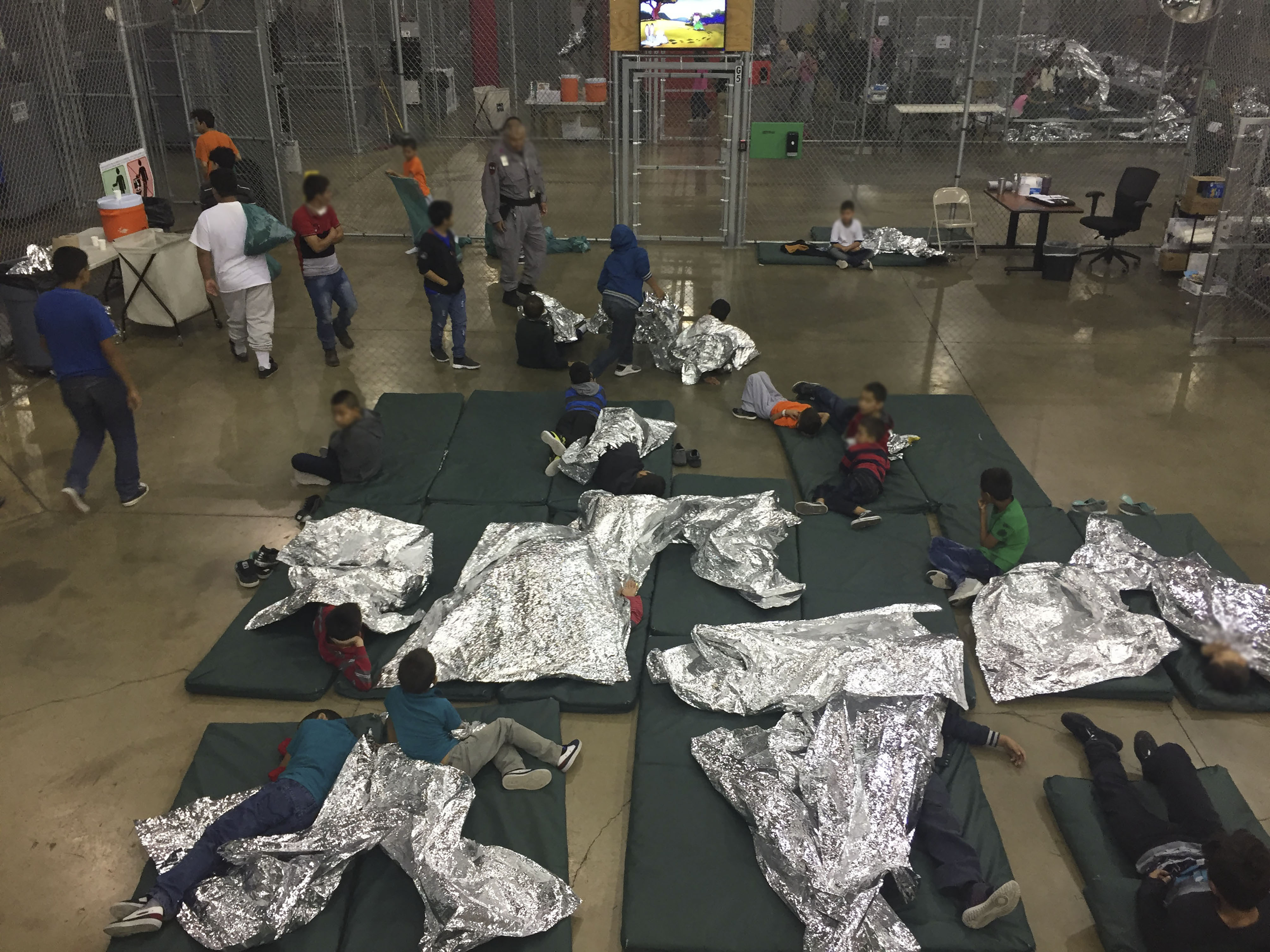
Foto del centro de detención Ursula en McAllen, Texas, Estados Unidos proporcionada en junio de 2018 por la Aduana y Protección Fronteriza de los EE. UU.

Entre el 26 y el 28 de junio de 2018 la Oficina del Inspector General del Departamento de Seguridad Nacional llevó a cabo controles al azar de los centros de detención de migrantes para evaluar las condiciones de detención en estos. En base a estos controles se publicó un informe en octubre de 2018. Este informó que CBP "en muchos casos" estaba violando las pautas federales al detener a menores migrantes durante más de 72 horas antes de que pasaran a la Oficina de Reasentamiento de Refugiados de Salud y Servicios Humanos. En cambio, los menores fueron dejados por hasta 25 días en instalaciones que "no estaban diseñadas para retener personas por largos períodos de tiempo". En las instalaciones examinadas, 237 de los 855 menores migrantes, un 28%, de los menores que no estaban acompañados al ingresar a los Estados Unidos habían sido detenidos por períodos de tiempo superiores al límite federal. Además, según los datos de CBP, durante el período en que la política de tolerancia cero de la administración Trump estuvo oficialmente activa (entre el 5 de mayo y el 20 de junio de 2018), hubo 861 niños migrantes separados de sus familias en el Valle del Río Grande y El Paso (alrededor del 40%) que habían sido detenidos por más de 72 horas. La Oficina del Inspector General informó que esta cifra podría ser menor a la real porque en sus cálculos CBP utilizó los días de entrada y salida, no horas específicas.
En un informe de septiembre de 2018 la Oficina del Inspector General declaró que, a pesar de que el gobierno Trump intento estimular que los migrantes ingresen a los Estados Unidos a través de los puertos de entrada legales, el flujo de entrada se reguló a un ritmo lento. Como resultado, hubo una acumulación de personas en los puertos de entrada que "probablemente resultó en cruces fronterizos ilegales adicionales." 
En septiembre de 2018 la Oficina del Inspector General del Departamento de Seguridad Nacional emitió otro informe con respecto a las condiciones en las que los menores migrantes no acompañados fueron detenidos que detalla que las instalaciones que visitaron durante los controles in situ de junio de 2018 cumplían con normas federales para alimentos, agua e higiene, con "la excepción de la limpieza inconsistente de las salas de espera." Además, de acuerdo con este informe, tres de las nueve instalaciones visitadas tenían "personal médico capacitado" y cuatro de las nueve instalaciones visitadas tenían duchas aunque esto no era obligatorio.
En mayo de 2019, la Oficina del Inspector General del Departamento de Seguridad Nacional emitió un informe que demostraba la existencia de un "hacinamiento peligroso" en el centro de procesamiento del norte de El Paso, donde habían sido detenidos hasta 900 migrantes a pesar de que la capacidad oficial del centro es de 125 detenidos. Según este informe "los agentes de la Patrulla Fronteriza nos dijeron que algunos de los detenidos habían estado detenidos sin poder sentarse durante días o semanas" con "acceso limitado a duchas y ropa limpia; los detenidos llevaban ropa sucia durante días o semanas". Además, describe que muchas celdas olían a "lo que podría haber sido cuerpos sin lavar, olor corporal, orina, diarrea no tratada y / o ropa o pañales sucios", mientras que algunos detenidos tenían que pararse en los inodoros "para tener espacio y ganar lugar para respirar, lo que limita el acceso a los baños. "  El 66% de los detenidos en el centro durante la inspección del 7 de mayo de 2019 había estado allí durante más de 72 horas.
De acuerdo con la Oficina del Inspector General, que inspeccionó los centros en el Valle del Río Grande en julio de 2019, seguía existiendo un "hacinamiento peligroso" en los centros de detención de migrantes. Algunos adultos habían tenido que estar de pie durante una semana. La Oficina del Inspector General también informó sobre la "detención prolongada de niños y adultos." De los aproximadamente 8,000 migrantes, hubo alrededor de 3,400 (42%) detenidos por más tiempo que las 72 horas que permite la guía de CBP. De 2,669 niños detenidos, 826 (31%) fueron detenidos por más tiempo del pautado. Algunas de las instalaciones también violaron los estándares de CBP al no otorgar a los niños acceso a duchas o comidas calientes. Debido al hacinamiento, CBP no pudo cumplir con los estándares que requerían que se proporcionara una ducha para adultos después de 72 horas: "la mayoría de los adultos solteros no se habían duchado bajo custodia de CBP, a pesar de que varios estuvieron detenidos por hasta un mes." Además, "la mayoría de los adultos solteros" no recibió ningún cambio de ropa a pesar de la detención prolongada. Otra violación de los estándares de CBP ocurrió cuando "muchos adultos solteros" solo fueron alimentados con bocadillos de mortadela, lo que resultó en que algunos necesitaran asistencia médica.

### Visitas a las instalaciones

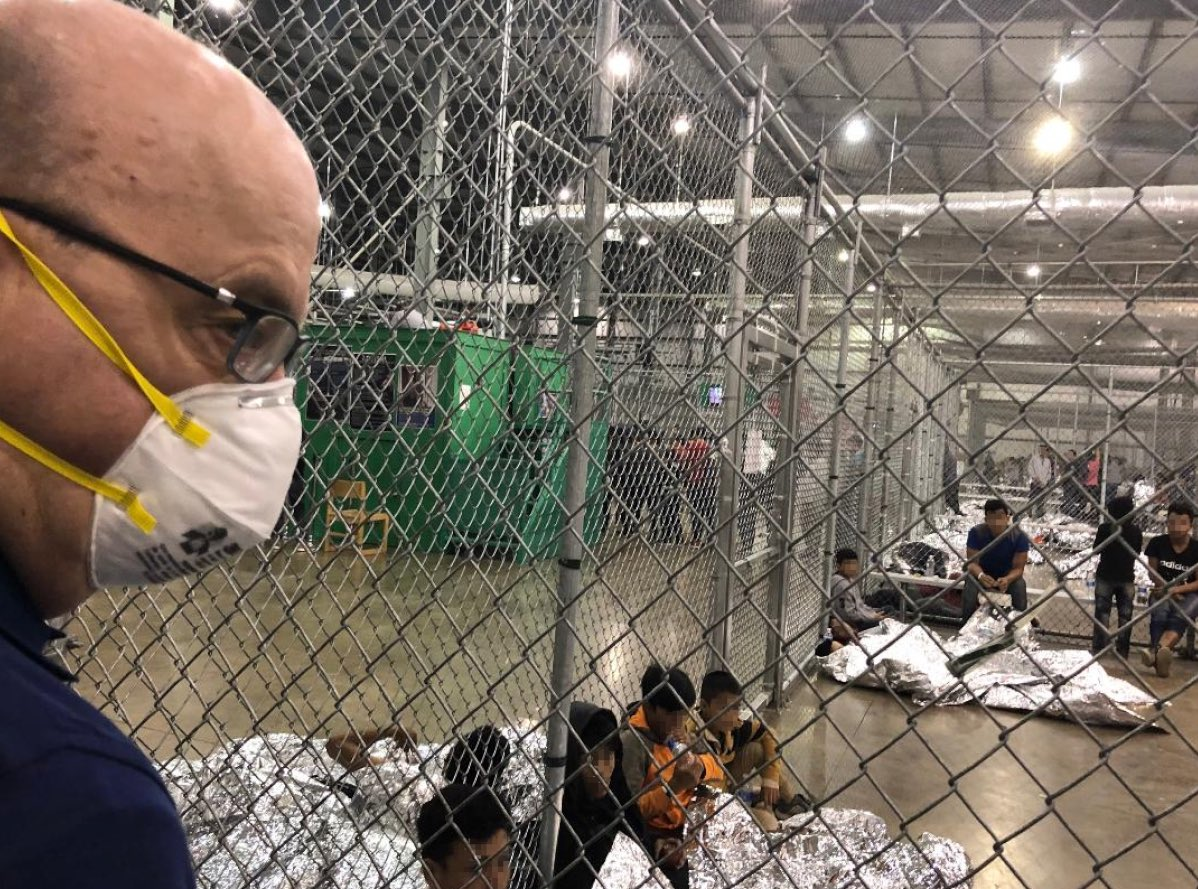
En julio de 2019, el diputado Jim McGovern visitó a los inmigrantes detenidos en el centro de detención Ursula en McAllen, Texas, Estados Unidos.

En junio de 2018 la primera dama Melania Trump visitó un centro de detención de migrantes para menores entre 12 y 17 años en McAllen, Texas. Durante la visita declaró que estaba "muy impresionada con el centro, el personal y su liderazgo", ya que los menores estaban "de buen humor." Sin embargo, la visita fue controversial ya que la primera dama utilizó una chaqueta que decía "I really don't care, do you?" (realmente no me importa, ¿a ti?). Después, le pidió al Congreso apruebe "una reforma migratoria que proteja nuestras fronteras y mantenga a las familias unidas".
En julio de 2018 Salud Carbajal, diputado demócrata por California de origen inmigrante, visitó un centro de detención para niños migrantes en Tornillo, Texas. Carbajal dijo que se estaba brindando un "nivel básico de atención", pero que todavía "se violaban derechos humanos." Se despertaba a los reclusos todos los días a las 5 de la mañana, tenían menos de 5 minutos para ducharse y menos de 10 - 15 minutos de recreación una o dos veces al día.
En junio de 2019, un equipo legal inspeccionó al asentamiento de Flores, una instalación en Clint, Texas (cerca de El Paso) donde 250 menores migrantes habían sido detenidos. Los abogados acusaron al gobierno de descuidar y maltratar a los jóvenes migrantes. Los adolescentes tenían que cuidar a los más chicos, no comían frutas o verduras y algunos menores que no se habían bañado o cambiado de ropa en semanas. Los niños estaban "esencialmente almacenados, con hasta 300 niños detenidos en la misma celda, casi sin supervisión de adultos." Los menores estaban "desnutridos", hubo brotes de gripe y piojos y "niños durmiendo en el piso". Warren Binford, profesora de la Universidad de Willamett, fue uno de los inspectores. Declaró que en sus años de inspecciones estas eran "las peores condiciones" que había visto. También dijo que muchos de los menores de Clint buscaban asilo. En respuesta a esta situación, la Oficina de Aduanas y Protección Fronteriza (CBP) declaró que "nuestras instalaciones de retención a corto plazo no fueron diseñadas para albergar a poblaciones vulnerables y necesitamos urgentemente fondos humanitarios adicionales para manejar esta crisis".
En el mismo mes, la doctora Dolly Lucio Sevier visitó a la instalación Ursula en McAllen, Texas, el centro de detención de menores CBP más grande de los Estados Unidos. Su visita se produjo después de que un brote de gripe en el centro provocara que cinco bebés fueran ingresados a una unidad de cuidados intensivos neonatales. Sevier escribió una declaración médica diciendo que "las condiciones en las que se encuentran [los menores migrantes] podrían compararse con instalaciones de tortura ... temperaturas extremadamente frías, luces encendidas las 24 horas del día, sin acceso adecuado a atención médica, saneamiento básico, agua o comida adecuada." Los 39 niños que evaluó mostraron signos de trauma.
Según la ley federal, los menores migrantes pueden ser detenidos por un máximo de 72 horas. Sin embargo, tanto en las instalaciones de Clint como en McAllen, muchos niños dijeron que habían estado detenidos durante tres semanas o más.
El 1 de julio de 2019 un grupo de congresistas demócratas visitó algunos centros de detención de migrantes en Texas. La gira fue organizada por agentes de la Patrulla Fronteriza con 48 horas de anticipación. De acuerdo con el diputado Marc Veasey, la Patrulla Fronteriza "hizo todo lo posible para mostrarnos instalaciones que estaban en su mayoría vacías", pero los migrantes detenidos "describieron haber sido privados de duchas diarias y otros derechos."  La diputada Madeleine Dean calificó la situación como "una crisis de derechos humanos": "15 mujeres de entre 50 y 60 años dormían en una pequeña celda de cemento, sin agua corriente. Pasaban semanas sin ducharse. Todos ellos habían sido separados de sus familias." La diputada Lori Trahan describió haber vist que vio mujeres "sollozando en una celda abarrotada porque estaban separadas de sus hijos". Según los diputados Alexandria Ocasio-Cortez, Judy Chu y Joaquin Castro la Patrulla Fronteriza les había dicho a las mujeres migrantes detenidas que bebieran agua de un inodoro. Castro también dijo que había conocido a entre 15 y 20 madres detenidas durante más de 50 días, algunas de las cuales habían sido separadas de sus hijos. Según el diputado Joe Kennedy III, la Patrulla Fronteriza intentó confiscar los teléfonos de los congresistas y bloquear la toma de fotografías y videos. Los activistas que se habían reunido en las instalaciones corearon su apoyo al presidente Donald Trump y dirigieron comentarios racistas hacia la diputada musulmana Rashida Tlaib.
El 12 de julio de 2019 un grupo de congresistas republicanos visitó un centro de detención de migrantes en Texas junto al vicepresidente Mike Pence. Entre ellos estaba el senador Lindsey Graham, quien dijo haber visto a 900 inmigrantes ilegales en una instalación destinada a 385, lo que resultó en la instalación de una carpa adicional. De acuerdo a Graham, esto "no era un campo de concentración" sino "una instalación abrumada." Elogió a los oficiales de la Patrulla Fronteriza diciendo que eran "hombres y mujeres valientes que están haciendo un trabajo increíble." 
El 13 de julio de 2019, otro grupo de legisladores demócratas visitó centros de detención de migrantes en McAllen, Texas, incluido un centro de detención que el vicepresidente Pence había visitado el día anterior. Jim McGovern tuiteó que los migrantes detenidos no se habían duchado en 40 días, se veían obligados a dormir sobre cemento con las luces encendidas y no habían comido lo suficiente. Jackie Speier describió haber visto a padres con niños pequeños, "muchos de ellos apáticos, muchos enfermos. . . Tenían este tipo de mirada vacía en sus caras." Speier publicó fotos de la gira y se les permitió a los diputados traer sus teléfonos con ellos. Annie Kuster dijo que vio a hombres adultos detenidos "metidos en celdas para que ni siquiera pudieran acostarse". Kuster también afirmó que algunos hombres "no se han lavado en 40 días, no se han cepillado los dientes". Kuster describió a los inmigrantes detenidos que padecían diversas enfermedades: afecciones de la piel, gripe y meningitis. Con las luces de las instalaciones siempre encendidas, Kuster dijo que los migrantes "no saben la diferencia entre el día o la noche." 

### Fotos y video

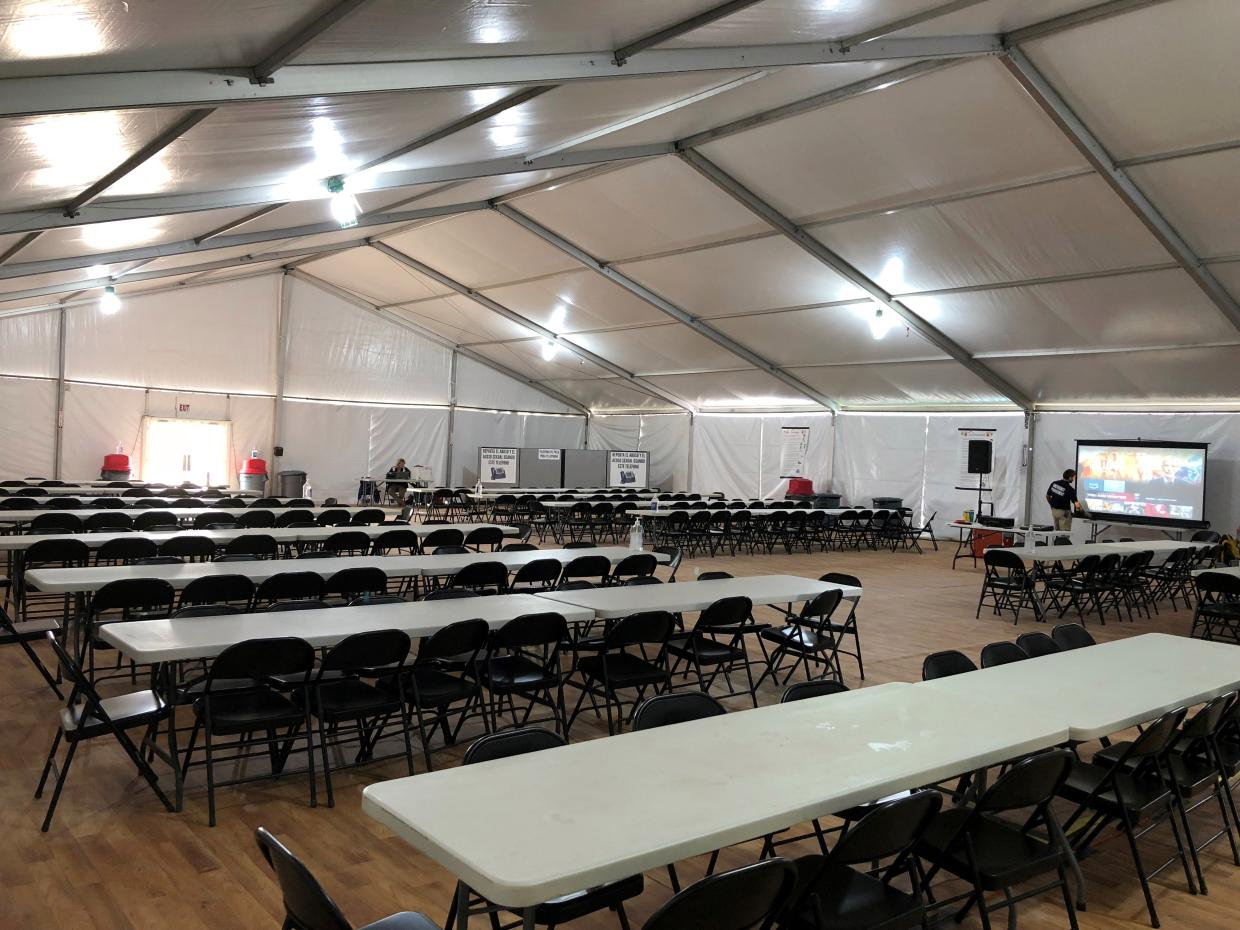
Una de las fotos proporcionadas por el Departamento de Salud y Servicios Humanos de la ciudad de Tornillo en Texas, Estados Unidos en junio de 2018. Se puede ver cómo la foto estaba desprovista de migrantes.

En junio de 2018 la Oficina de Aduanas y Protección Fronteriza de EE. UU. publicó fotos de menores migrantes detenidos en un centro de inmigración de Texas. El mismo mes, el Departamento de Salud y Servicios Humanos publicó fotos de una ciudad de carpas para adolescentes en Tornillo, Texas, que generaron controversia por no mostrar migrantes. Las fotos aéreas de la ciudad de tiendas de Tornillo tomadas por Reuters ese mes mostraban a los migrantes caminando en línea por la ciudad.
En mayo de 2019 Reuters tomó fotos aéreas de los campamentos para migrantes improvisados por la Patrulla Fronteriza en McAllen, Texas, desde un helicóptero. Las fotos mostraban a los migrantes usando mantas reflectantes como toldos improvisados para la sombra y "durmiendo en un área sombreada del estacionamiento o apiñados alrededor de una tienda militar".

## Ciudadanos estadounidenses detenidos
Hubo al menos tres casos de ciudadanos estadounidenses detenidos bajo sospecha de ser inmigrantes ilegales. 
En abril de 2018 Peter Sean Brown se entregó a la policía del condado de Monroe, Florida acusado de posesión de marihuana. Brown fue encarcelado y sus huellas digitales fueron enviados a ICE. Se ordenó su deportación debido a "información biométrica". ICE arregló que Brown fuera deportado a Jamaica, país que solo había visitado en vacaciones y donde no tenía familiares ni amigos. Brown le había dicho a los oficiales de la prisión que era ciudadano de los Estados Unidos, nacido en Filadelfia, y también les había informado que si lo liberaban podía presentar su certificado de nacimiento, pero los oficiales se burlaron de sus reclamos. Un amigo de Brown descubrió que en un localizador de presos en internet había detalles incorrectos sobre la altura y la fecha de nacimiento de Brown, e informó a la policía del condado de Monroe sobre una posible equivocación de identidad, pero la policía simplemente lo refirió a ICE. Brown fue enviado al Centro de Detención de Krome, donde los oficiales acordaron verificar su certificado de nacimiento, que se les envió por correo electrónico. Según documentos judiciales, Brown afirmó que después fue puesto en libertad rápidamente y que los documentos para su deportación fueron confiscados. Había estado detenido durante 22 días y, como resultado, perdió su trabajo.
En marzo de 2019, dos hermanos menores de edad fueron detenidos mientras iban a la escuela desde Tijuana a San Ysidro, en San Diego. La niña de 9 años estuvo detenida durante 32 horas mientras CBP procesaba su identificación. CBP acusó a la niña de haber "proporcionado información inconsistente durante su inspección." Según la niña, el personal de CBP le dijo que no se parecía a la persona en su foto de pasaporte y la acusó de estar haciéndose pasar por una prima. Según su madre, los agentes amenazaron al hermano de 14 años con cargos de trata de personas y tráfico sexual para que firmara un documento que decía que la niña era realmente su prima. El niño dijo que firmó el documento para poder ver a su hermana nuevamente. El consulado mexicano ayudó que fueran liberados.
En junio de 2019, un hombre estadounidense de 18 años fue detenido después de que CBP detuviera a un grupo que conformaba junto con sus hermanos y algunos amigos en un puesto de control en Falfurrias, Texas. La familia del adolescente declaró que le había dado al personal de CBP documentación que incluía su identificación del estado de Texas, una copia de su certificado de nacimiento y su tarjeta de seguro social, pero que CBP la había rechazado. 
Como resultado, el adolescente estuvo detenido por 23 días junto a otras 60 personas. Declaró que no tuvo acceso a duchas, no le permitieron cepillarse dientes, no tuvo cama y no pudo llamar a su familia o a un abogado. También declaró que perdió 26 libras como resultado de la detención. Su hermano de 17 años, inmigrante ilegal, también fue detenido, pero se deportó voluntariamente para poder informar a su familia sobre la situación. El adolescente está demandando al gobierno por el incidente.

## Reacciones

### Gobierno de los Estados Unidos

#### Donald Trump

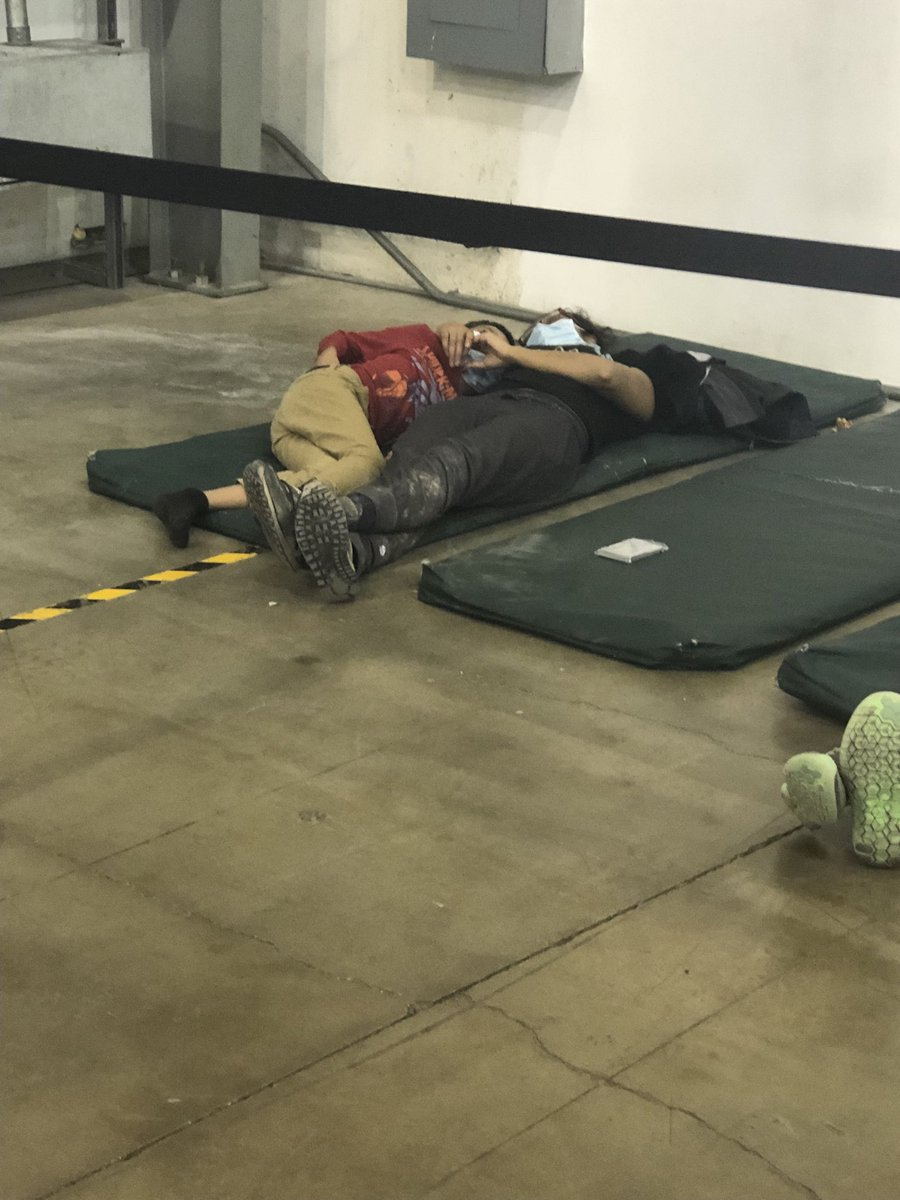
Un adulto y un menor migrantes yacen en un tapete en en el centro de detención Ursula en McAllen, Texas, Estados Unidos en julio de 2019.

El 3 de julio de 2019, el presidente Donald Trump declaró que la Patrulla Fronteriza de los Estados Unidos estaba haciendo un "gran trabajo". También dijo que "muchos de estos inmigrantes ilegales viven mucho mejor ahora que en los países de donde vinieron, y en condiciones mucho más seguras. . . Si los inmigrantes ilegales no están contentos con las condiciones en los centros de detención, que fueron construidos o reparados rápidamente, solo dígales que no vengan. ¡Problema resuelto! " 
El 7 de julio de 2019, Trump declaró que los migrantes detenidos "están muy contentos con su situación porque, en términos relativos, están mucho mejor en este momento" en comparación con la "pobreza extrema" en la que vivían en sus países.
El 14 de julio de 2019 Trump escribió que la instalación de McAllen, Texas que el vicepresidente Mike Pence había visitado tenía "áreas para hombres adultos que estaban limpias pero llenas de gente y tenían un gran porcentaje de delincuentes." Trump no citó evidencia para respaldar estos dichos. Josh Dawsey, periodista de The Washington Post que había visitado las instalaciones al mismo tiempo, respondió que los hombres detenidos "no se habían duchado en muchos días" y que el "hedor era horrible."

#### Mike Pence
En junio de 2019 Pence argumentó que, si bien el gobierno de Trump creía que se deben proporcionar jabones y cepillos de dientes a los niños migrantes, "todo es parte de un proceso altamente burocrático ", y "el Congreso debe brindar apoyo adicional." 
El 12 de julio de 2019, Pence viajó a Texas, donde visitó un centro de detención de migrantes para familias y menores en Donna y un centro de detención de migrantes para adultos en McAllen. Pence describió que en las instalaciones de Donna, "se estaba brindando una atención excelente" a las familias y los menores migrantes. En estas instalaciones 384 hombres adultos habían sido enjaulados juntos. El agente federal a cargo de la instalación declaró que muchos de los hombres no se habían bañado en por lo menos 10 días y que algunos de ellos habían estado detenidos por más de 30 días. Los agentes de la instalación llevaban máscaras faciales. Un periodista que participó de la visita declaró que "el hedor era abrumador." Pence dijo que "No me sorprendió lo que vi. . . Esto es algo difícil."  Más tarde, Pence criticó a CNN por centrarse en las peores condiciones existentes en las instalaciones de McAllen, en comparación con las mejores condiciones de las instalaciones de Donna. Pence también dijo que "las acusaciones de maltrato despiadado por parte de Aduanas y Protección Fronteriza" eran falsas y "difamatorias."  Además, acusó a "muchos" de los hombres en las instalaciones en McAllen de haber sido arrestados más de una vez.

#### Jeff Sessions
En mayo de 2018 el fiscal general de los Estados Unidos, Jeff Sessions, declaró que "Si no quiere que lo separen de su hijo, no cruce con el ilegalmente." El 5 de junio de 2018, Sessions afirmó que los menores migrantes detenidos "están siendo bien atendidos." También afirmó que estos menores serían transferidos a Servicios de Salud y Humanos "dentro de las 72 horas." El 21 de junio de 2018, Sessions afirmó que el gobierno de Trump "nunca tuvo la intención" de separar familias, a pesar de que reconoció que esto ocurriría cuando se implementara la política de tolerancia cero.

#### Otros funcionarios del gobierno
En julio de 2018 Matthew Albence, un alto funcionario del Servicio de Inmigración y Control de Aduanas, testificó ante el Congreso declarando que los centros de detención de migrantes para familias eran como un "campamento de verano" que tenía "comida y agua las 24 horas del día, los 7 días de la semana ... oportunidades educativas ... oportunidades recreativas ... "ejercicio." 
En marzo de 2019 Kevin McAleenan, comisionado de Aduanas y Protección Fronteriza, dijo que había una "crisis de seguridad fronteriza y humanitaria" en la frontera entre México y Estados Unidos. Para julio de 2019, McAleenan se había convertido en el Secretario Interino de Seguridad Nacional. Declaró que la financiación proporcionada por el Congreso en junio de 2019 "satisface las necesidades inmediatas en la frontera y ya ha mejorado las condiciones en las que están detenidos los menores." 

### Respuestas internacionales
En junio de 2018 expertos del Consejo de Derechos Humanos de las Naciones Unidas criticaron al gobierno de Trump por detener a menores migrantes "como elemento disuasorio para la migración irregular." Afirmaron que detener a menores "obstaculiza gravemente su desarrollo, y en algunos casos puede constituir tortura." 
En junio de 2018 Theresa May, entonces primer ministro del Reino Unido, declaró que "las imágenes de niños detenidos en lo que parecen ser jaulas son profundamente inquietantes" y que el Reino Unido no apoyaba tal comportamiento.
En julio de 2019 Michelle Bachelet, Alta Comisionada de las Naciones Unidas para los Derechos Humanos, declaró estar "profundamente conmocionada" por la información que había recibido sobre las condiciones a las que los menores migrantes habían sido sometidos. La preocupaban el hacinamiento, la alimentación, el sueño, la falta de higiene y la atención médica.

### Fuentes académicas

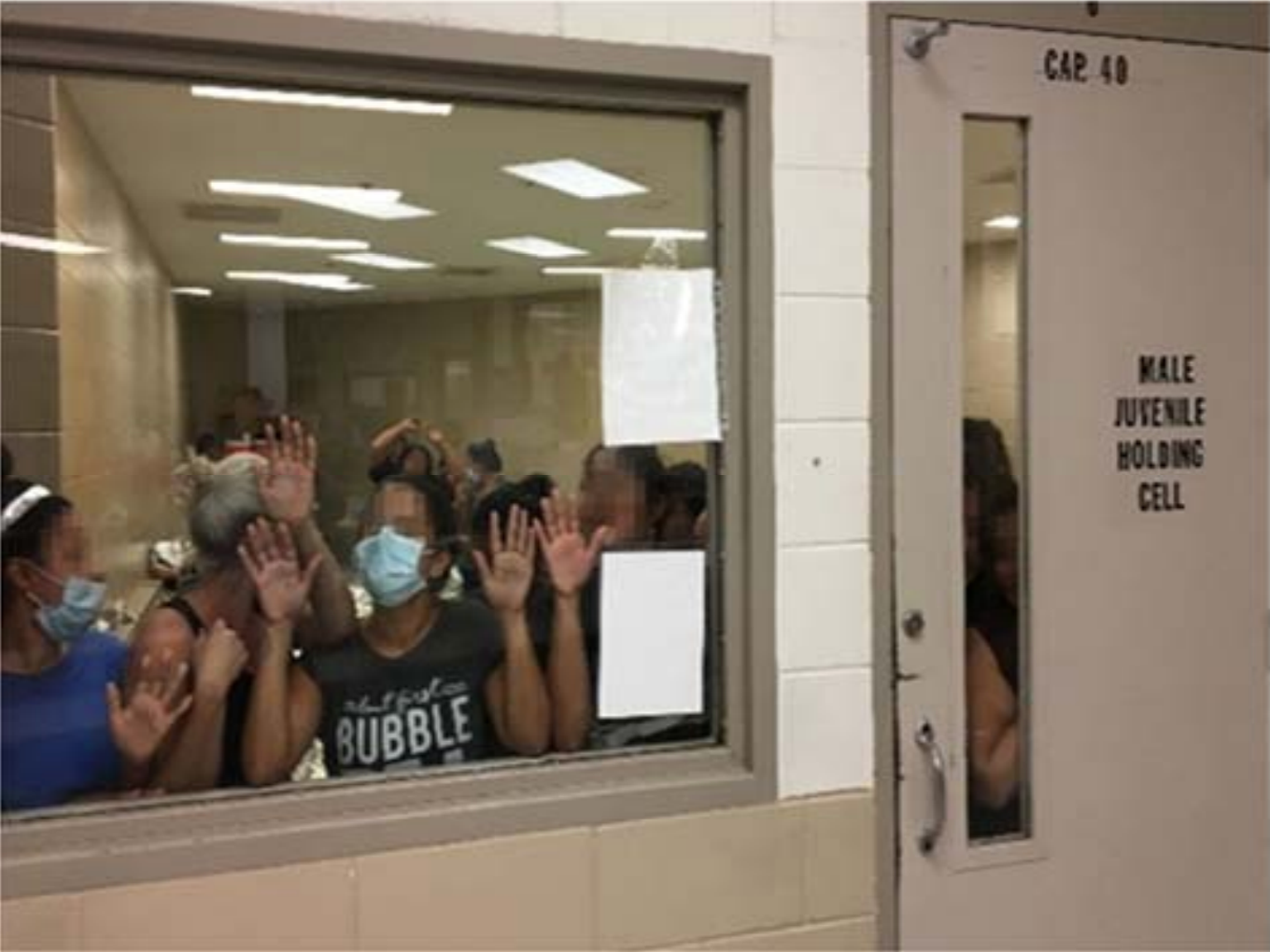
La estación de Fort Brown de la Patrulla Fronteriza en junio de 2019. 51 mujeres adultas fueron recluidas en una celda con capacidad para 40 menores.